# Duinkerker kapers
De Duinkerker kapers waren de kapers die tijdens de Tachtigjarige Oorlog, de Hollandse Oorlog, de Negenjarige Oorlog en de Spaanse Successieoorlog onder de Duinkerkse admiraliteit vielen en dus vanuit Duinkerke, Oostende of Nieuwpoort opereerden.

## Tachtigjarige Oorlog
Tijdens de Nederlandse Opstand tegen het gezag van de Habsburgers wisten de rebellen op den duur bijna alle havensteden in handen te krijgen. De vloot van de Spaanse koning kon eerst alleen uit Grevelingen opereren, maar nadat de hertog van Parma in 1583 Duinkerke heroverd had, werd de vloot in 1585 daarheen verplaatst.
Eerst bestond deze vloot uit zogenaamde koningsschepen, maar die werden al snel aangevuld door particuliere reders die een kaperbrief bemachtigden van de Hoge Admiraliteitsraad te Brussel. In ruil voor zo'n vergunning moest men 10% van de buit afdragen als belasting en 35% schenken aan de armenzorg (ten bate van het eigen zielenheil). Al snel werd zo'n enorme schade toegebracht aan de scheepvaart van de Unie van Utrecht dat de Staten-Generaal van de Nederlanden in 1587 besloten deze kapers als zeerovers te behandelen en het "recht van voetspoeling" toe te passen, dat wil zeggen: gevangengenomen bemanningsleden van kaperschepen zonder enige vorm van proces overboord te gooien of te knuppelen.
In het Leger van Vlaanderen, de "Spaanse" zijde, waren veel kaperkapiteins uit het graafschap Vlaanderen maar ook uit de Noordelijke Nederlanden. Michiel Jacobsen bracht het tot vice-admiraal van de Spaanse koning. Mede hierdoor hadden deze maatregelen maar weinig succes. Er werden over en weer gruwelijke maatregelen genomen. Maar ook verdienden de Duinkerkers geld door paspoorten te verkopen die de bezitter een vrijgeleide gaven als hij hun kaperschepen tegenkwam.
In 1600 werd het leger van Maurits van Oranje op Duinkerke afgestuurd maar de beroemde legeraanvoerder besloot, ondanks een overwinning in de Slag bij Nieuwpoort, de stad niet in te nemen. Hij was al tegen zijn zin door de Staten-Generaal te ver van zijn basis gestuurd en vreesde te worden afgesneden.

### Twaalfjarig Bestand
Het Twaalfjarig Bestand (1609-1621) bracht een tijdelijke onderbreking van de activiteiten. Daarna leefde de plaag verhevigd op. Ambrogio Spinola liet twaalf nieuwe schepen bouwen en aartshertogin Isabella van Spanje verplaatste in 1626 de uitvoerende admiraliteit van de Spaanse Nederlanden van Sint-Winoksbergen naar Duinkerke.
In 1629 kwam Piet Hein om bij een expeditie tegen de kapers. Vanaf 1631 kon de vloot van de Republiek, met twee dozijn schepen meestal kleiner in omvang dan de Duinkerkers, alleen maar wat patrouilles ("kruistochten", men kruiste over de zee) uitvoeren om zo nu en dan een kaper te onderscheppen. Omdat dit ondanks steun van particuliere "directieschepen" niet veel hielp, probeerde men een permanente blokkade van de haven van Duinkerken uit te voeren. Dit was lastig omdat de smalle vaargeul, 't Scheurtje, gedekt werd door een houten zeefort, het Houten Wambuis, dat met een verdekte weergang met het vasteland was verbonden. Daar werd het gedekt door fort Mardijk.
De meest succesvolle particuliere reder in die tijd was Jacob van de Walle die tussen 1623 en 1633 ruim 600 schepen prijsmaakte. Het gemiddelde aantal schepen dat de kapers per jaar tussen 1627 en 1646 buitmaakten, bedroeg 229, waarvan ongeveer de helft uit de Republiek. Dat waren niet allemaal rijkbeladen koopvaarders maar ook gewone haringbuizen. Ook die vertegenwoordigden evenwel een aanzienlijk economisch belang; de 889 vissersschepen die tot 1646 verloren gingen hadden een geschatte waarde van een zes miljoen gulden. Overigens moet men dat "verloren" niet te letterlijk nemen: meestal werden de schepen op de scheepsveiling van Duinkerke weer teruggekocht door de oude eigenaars. Desalniettemin viel ieder jaar zo'n 3% van de handelsvloot in handen van de Duinkerkers, wat de winstgevendheid ernstig dreigde aan te tasten.

### Wederzijdse behandeling van gevangenen
De staande order Duinkerker gevangenen in zee te werpen riep steeds meer weerstand op. Veel zeelui wisselden nog al eens van partij — dat was ook een van de motieven geweest voor de harde maatregel — en men hield de relaties dus het liefst zo vriendelijk mogelijk. Als represaille was het de Duinkerker schepen al bevolen van zinkende Nederlandse oorlogsbodems de bemanning niet te redden. Duinkerker gevangenen die men opbracht, werden echter alsnog door de admiraliteiten gehangen.
De kapiteins van de Republiek ontdoken daarom het bevel door Duinkerkers met een boot bij vloed op een van de zeer vele zandbanken voor de Vlaamse kust af te zetten. Zo werden toch hun voeten gespoeld en konden ze bij eb gewoon naar het vasteland lopen. Toen dit eerder regel dan uitzondering dreigde te worden, vergde men in 1625 van elke kapitein de eed dat hij de gevangenen zou ombrengen of opbrengen — dit laatste tegen een premie van dertig gulden de kop. Tegelijkertijd echter was er grote druk ontstaan de gevangenen te gebruiken voor een ruil.
De vergaderingen van de admiraliteitsraden waren vrij toegankelijk en werden regelmatig bezocht door delegaties van jammerende zeemansvrouwen die het losgeld voor hun mannen niet konden opbrengen. Vanaf 1623 werden er in Roosendaal eenmalige overeenkomsten over uitwisseling gesloten, die in 1629 resulteerden in een verdrag. Daarna werden gevangen kapers in feite hiervoor ingezet, hoewel de order niet werd ingetrokken. Toen men in 1631 na de overwinning in de Slag op het Slaak een duizendtal "Spaanse" krijgsgevangenen gemaakt had, suggereerde de Admiraliteit van Amsterdam nog ook dezen maar te verdrinken. Frederik Hendrik verbood dit echter.
De laatste die Duinkerkers liet executeren, schijnt Maarten Tromp geweest te zijn. Toen zijn blokkadevloot in 1634 heimelijk 's nachts door een schip werd aangevallen, liet hij de bemanning ervan aan zijn ra's hangen en voer zo voor Duinkerke langs ter afschrikking.

### Slag bij Duins

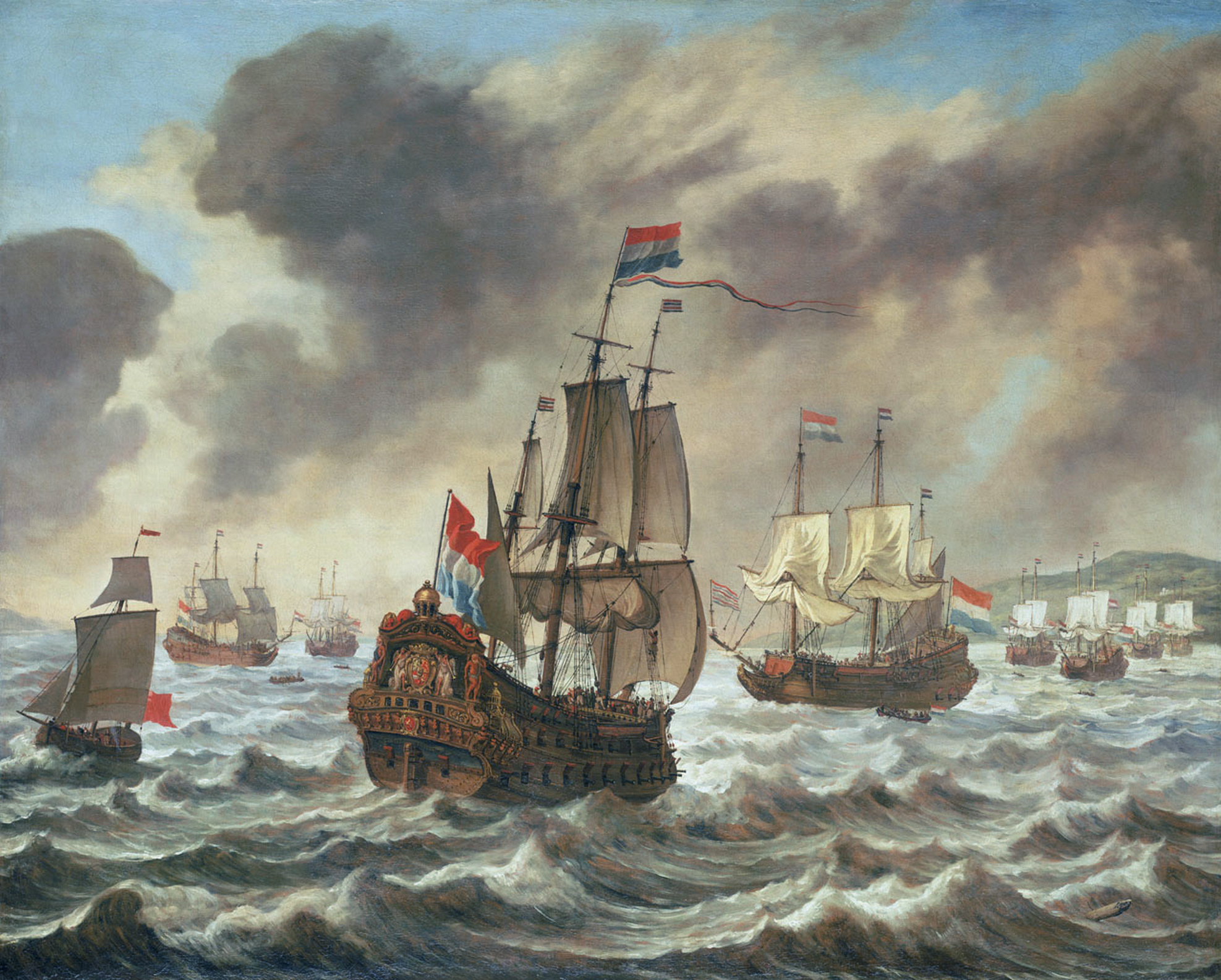
Slag bij Duins

Duinkerke was ook een toevoerhaven voor de Spaanse Nederlanden die vaak gebruikt werd om met inzet van grote Spaanse galjoenen geld en manschappen naar het leger te brengen. Het weinig energieke optreden van luitenant-admiraal Philips van Dorp vormde tot 1637 geen al te grote belemmering hiervoor. De transporten konden echter niet al te groot zijn.
Toen de landroute door de Fransen werd afgesneden, deed men in 1639 een poging met een hele armada door te breken. Dit werd verijdeld door de veel krachtdadiger nieuwe bevelhebber Tromp, die de armada op de rede van de Downs dreef. De Duinkerkers deden mee aan de hieropvolgende Slag bij Duins, maar hoewel de Spaanse vloot zelf bijna werd vernietigd, wisten de kapers grotendeels te ontkomen.
Hoewel de kapers vanaf 1641 tot "vrijbuit" werden verklaard (wat inhield dat eenieder ze zonder eigen kaperbrief mocht aanvallen) en er zelfs opbrengpremies werden geboden tot 30.000 guldens voor de grootste oorlogsbodems, werd het alleen maar erger. Behalve een dertigtal koningsschepen hadden particuliere reders zo'n zeventig kapers die Duinkerke als uitvalsbasis gebruikten. Nederlandse schepen konden alleen nog in konvooi enigszins veilig door Het Kanaal varen en de kapers begonnen zelfs de omweg om Schotland onveilig te maken.
De Staten-Generaal en de Franse politicus kardinaal Mazarin besloten dat het nu genoeg geweest was: men beval luitenant-admiraal Maarten Tromp om de havens te blokkeren terwijl het leger van de minderjarige Lodewijk XIV van Frankrijk eerst Grevelingen (29 juli 1644), toen de forten (10 juli 1645) en op 11 oktober 1646 Duinkerke zelf innam. Alleen vanuit Oostende was er nog wat kaapvaart tot de Vrede van Münster in 1648.

## Invloed op scheepsconstructie
De Duinkerkers hadden een duidelijke invloed op de vorm van de Nederlandse oorlogsschepen. Die leken eerst sterk op vrachtvaarders en waren erg breed en langzaam. De kapers bouwden daarom smalle vaartuigen, fregatten genaamd, om langs de trage Nederlandse oorlogsbodems te glippen. De Nederlandse marine zag zich gedwongen dit type na te bouwen "omdat men met een koe geen haas pleegt te vangen". De nieuwere schepen waren goedkoper en sneller maar niet al te zwaar bewapend om de diepgang te beperken. Tegen de Spaanse marine bleken ze afdoende, tegen de Engelse zouden ze na 1650 tekortschieten.

## In Franse dienst
Een generatie lang bleef het nu rustig. Maar tijdens de Hollandse Oorlog werd de Franse bondgenoot, die vanaf 1662 de stad definitief in handen kreeg door haar van Karel II van Engeland te kopen, zelf tot vijand. Al in 1672 liet Lodewijk XIV opnieuw kaapbrieven tegen de Republiek uitgeven. Deze kapers waren van afkomst nog vaak Vlamingen, maar ook veel Zeeuwen en Hollanders zoals Karel Keyzer.
Een van hen, Jan Baert, zou uitgroeien tot Franse zeeheld. In 1691 brak hij een blokkade van de stad, en in 1694 en 1695 sloeg hij aanvallen van de Engels-Nederlandse vloot af. Zijn grootste prestatie was echter bij de Slag bij Texel in 1694. Terwijl het Franse volk aan de rand van de hongerdood stond, wist hij een korenvloot uit de Oostzee te heroveren en veilig de haven van Duinkerke binnen te loodsen. Hij was echter meer militair dan kaper, wat bevestigd werd door het feit dat hij in 1698 tot eskadercommandant benoemd werd.
Nadat in 1697 een aantal particuliere reders was uitgekocht door de Republiek, nam de kaapvaart sterk in betekenis af.

## Bekende kapers
- Cornelis Weus
- Michiel Jacobsen
- Jan Baert